# 太田三郎 (洋画家)
太田 三郎（おおた さぶろう、1884年（明治17年）12月24日 - 1969年（昭和44年）5月1日）は、愛知県出身の洋画家・挿絵画家。挿絵画家としては君島柳三の名を用いた。日本画の号は本名をもじった沙夢楼である。光風会所属。

## 経歴

### 出生
1884年（明治17年）12月24日、愛知県西春日井郡下小田井村（現・清須市西枇杷島町）に生まれた。父の太田仙草は青物問屋を営む傍らで、日本画の土佐派を学んだ文人でもあった。

### 上京後
17歳の時に上京し、まずは日本画を、その後洋画を学んでいる。日本画は寺崎広業に師事した。洋画は黒田清輝に学び、さらに白馬会洋画研究所にも通っている。
1913年（大正2年）の第7回文展で「カッフェの女」が受賞した。1920年（大正9年）から1922年（大正11年）に外遊し、フォービズムやキュビズムの影響を受けた。1933年（昭和8年）には帝展第二部（洋画）審査員に就任した。団体としては光風会に所属した。また、同郷の日本画家・洋画家・彫刻家・工芸家などとともに愛知社を結成した。
君島柳三の名で挿絵画家としても活躍し、川端康成の『浅草紅団』や矢田挿雲の『太閤記』などの挿絵を描いた。俳句は室積徂春の『ゆく春』に参加した。

### 戦後
戦後には中央画壇を去って愛知県に帰郷し、中部日本美術協会の委員長を務めた。
1952年（昭和27年）、桑原幹根知事の下で愛知県立の文化センターを建設する構想が浮上すると、美術専門委員会の委員となった。1955年（昭和30年）2月2日に愛知県文化会館美術館が開館すると、太田が初代美術科長（美術館長に相当）に就任した。愛知県文化会館美術館は愛知県美術館の前身となった美術館である。1960年（昭和35年）、病気のために美術科長を辞任した。
療養のために再び上京し、玉川上水の近くに住んだ。1969年（昭和44年）5月1日、東京都武蔵野市の自宅で死去した。

### 没後
2024年（令和6年）11月から12月にかけて、清須市はるひ美術館で企画展「清須ゆかりの作家 太田三郎 博学多彩の画家として」が開催された。

## 著書
- 『スケッチ画法』弘成館 1906
- 『スケッチ初歩』三立社 1911
- 『鍾情夜話』富田文陽堂 1918
- 『鉛筆淡彩スケッチ画法』富田文陽堂 1919
- 『新日本画の描き方』金星堂 1920
- 『武蔵野の草と人』金星堂 1920
- 『母と子の美術』婦女界社 母之友叢書 1924
- 『鉛筆淡彩スケッチの描き方』崇文堂 1927
- 『油絵の画き方』崇文堂 1930
- 『裸体画の第一歩』アトリヱ社 1932
- 『実地指導スケッチ習画帖』崇文堂 1932
- 『裸体の習俗とその芸術』平凡社 1934
- 『太田三郎作品集』第1,2輯 美術工芸会 1937－39
- 『美と善の歓喜』崇文堂 1942
- 『ジャワ縦横』新紀元社 1943
- 『爪哇の古代芸術』崇文堂 1943
- 『戦ふ名古屋』名古屋市銃後奉公会 1944
- 『民俗と芸術東奥紀聞』新紀元社 1948
- 『油絵の描き方』崇文堂 1950
- 『性崇拝』黎明書房 1956
- 『女』黎明書房 1957
- 『風俗おんな往来』新紀元社 1960

### 共著編
- 『学校家庭略画の描き方』岡田三郎助共著 中文館書店 1920
- 『世界裸体美術全集』編 平凡社 1931-1935

### 翻訳
- ピエール・ルイ『アフロデット』荒城季夫共訳 世界奇書異聞類聚 国際文献刊行会 1928